# Jesper Pilegaard
Jesper Pilegaard, født 6. marts 1964 i Helsingør. Dansk sejler fra Skovshoved Sejlklub. Deltog i 1992 i De Olympiske Lege i Barcelona i 470-jolle sammen med Hans Jørgen Riber. Placering: 19. Antal deltager: 37